# Aeroportul Lampang
Aeroportul Lampang (IATA: LPT, ICAO: VTCL) este un aeroport din Phra Bat⁠(d), Districtul Mueang Lampang, Provincia Lampang, Thailanda ce deservește zona Lampang horse carriage⁠(d). Aeroportul a fost tranzitat în 2020 de 140.139 de pasageri.
Situat la o altitudine de 247 m, aeroportul dispune de o singură pistă.